# Pareuthyphlebs somalica
Pareuthyphlebs somalica es una especie de mantis de la familia Toxoderidae.

## Distribución geográfica
Se encuentra en Somalia.